# Taekwondo nos Jogos Olímpicos de Verão da Juventude de 2014 - +73 kg masculinos
As provas de Taekwondo +73 kg masculinos nos Jogos Olímpicos de Verão da Juventude de 2014 decorreram a 21 de Agosto no Centro Internacional de Exposições de Nanquim em Nanquim, China. O francês Yoann Miangue conquistou o Ouro, o ucraniano Denys Voronovskyy ganhou a Prata e o Bronze foi repartido entre Liu Jintao da China e Talha Bayram da Turquia.

## Medalhistas
| Ouro   | FRA Yoann Miangue               |
| Prata  | UKR Denys Voronovskyy           |
| Bronze | TUR Talha Bayram CHN Liu Jintao |

## Resultados das finais
Nota: Os semi-finalistas derrotados ganham ambos o Bronze.
|  | Semifinal             | Semifinal             |   |  | Final             | Final |  |
|  |                       |                       |   |  |                   |       |  |
|  |                       |                       |   |  |                   |       |  |
|  | CHN Liu Jintao        | 9                     |   |  |                   |       |  |
|  | FRA Yoann Miangue     | 10                    |   |  |                   |       |  |
|  |                       |                       |   |  |                   |       |  |
|  |                       |                       |   |  |                   |       |  |
|  |                       |                       |   |  | FRA Yoann Miangue | 6     |  |
|  |                       | UKR Denys Voronovskyy | 4 |  |                   |       |  |
|  |                       |                       |   |  |                   |       |  |
|  |                       |                       |   |  |                   |       |  |
|  |                       |                       |   |  |                   |       |  |
|  |                       |                       |   |  |                   |       |  |
|  | TUR Talha Bayram      | 4                     |   |  |                   |       |  |
|  | UKR Denys Voronovskyy | 10                    |   |  |                   |       |  |